# Арки (Италия)
 Тази статия е за селото в Южна Италия.  За конструктивния елемент вижте Дъга (строителство).  За парка в Юта, САЩ, вижте Арки (национален парк).
А̀рки (на италиански: Archi, на местен диалект Iìrchë, Йиркъ) е село и община в Южна Италия, провинция Киети, регион Абруцо. Разположен е на 492 m надморска височина. Населението на общината е 2247 души (към 2013 г.).